# Звезда (община Малик)
Вижте пояснителната страница за други значения на Звезда.
Звезда или Дзвезда (на албански: Zvezdë или Zvezda, Звездъ) е село в Албания, в област Корча, община Малик.

## Местоположение
Селото е разположено на десния бряг на река Девол в южните подножия на планините Галичица и Сува гора (хребета Иван) на 2 километра североизточно от общинския център Поян.

## История
Наблизо според някои проучвания се е намирал средновековният български град Девол. В списък от времето на визанитйския император Алексий Комнин, в който са отбелязани епископиите на Охридската архиепископия, е отбелязана „Селасфор“, която някои изследователи идентифицират със Звезда.
Звезденското кале в 1973 година е обявено за паметник на културата под № 1886.
До 2015 година е част от община Поян.